# RNS-interferencia

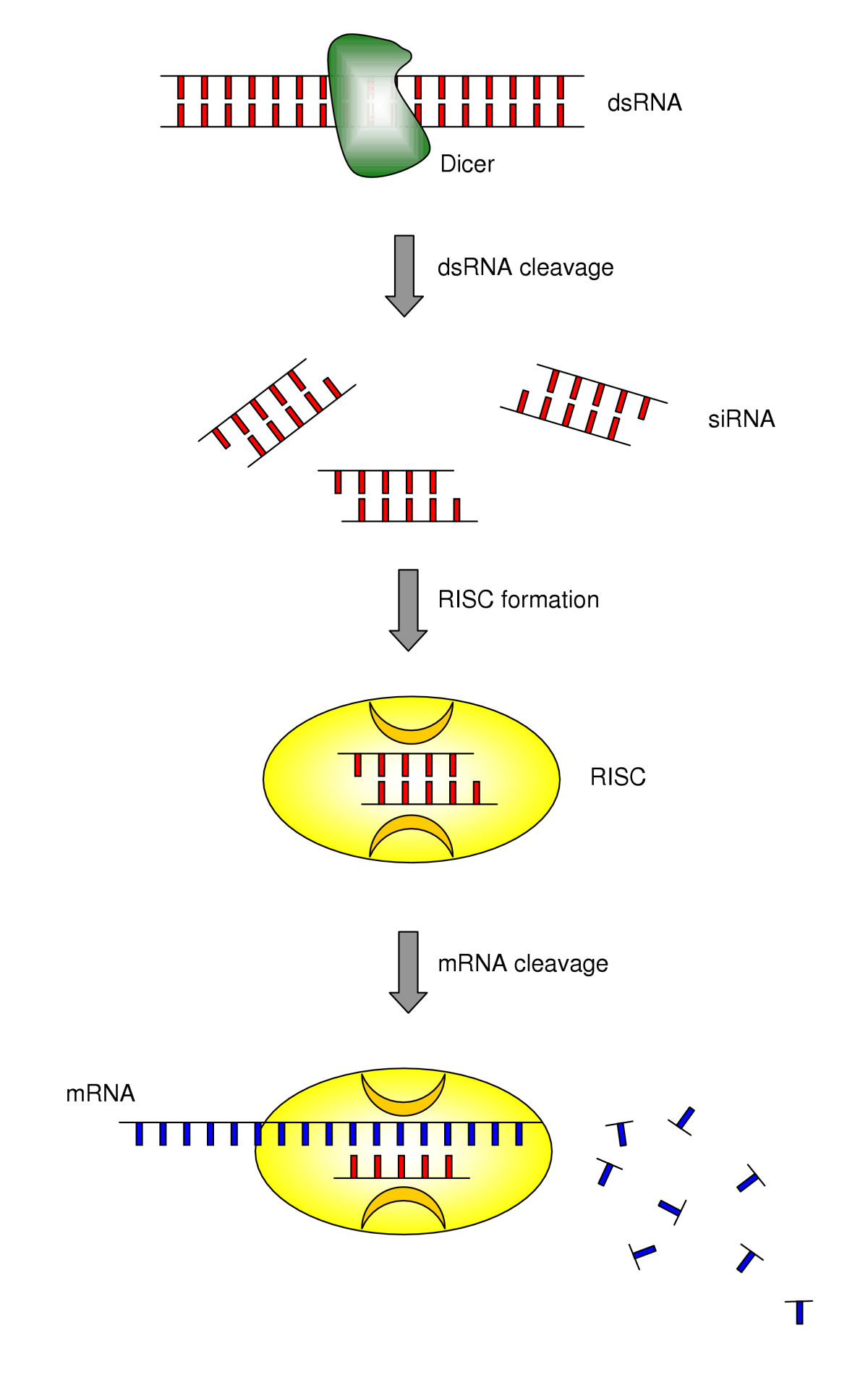
Az RNS-interferencia egyszerűsített folyamata: a sejtbe bejutó kettős szálú RNS-t a dicer enzim rövid szakaszokra vágja, amelyek beépülnek a RISC komplexbe; utóbbi minden hasonló szekvenciájú mRNS-t lebont

Az RNS-interferencia, röviden RNSi az eukarióta sejtekben zajló folyamat, amely során rövid, kettős szálú RNS-szakaszok egy nagyobb, RISC nevű fehérjekomplexbe épülnek be és a komplex a későbbiekben minden olyan hírvivő RNS-t (mRNS-t) lebont, amely szekvenciája hasonlít a beépült RNS-hez. Végeredményben az mRNS-t termelő gén hatása gátlódik. A mechanizmust megindító kettős szálú RNS lehet külső eredetű (exogén); ebben az esetben többnyire virális eredetű, és az RNS-interferencia célja a vírusgének hatásának blokkolása, a fertőzés elleni védekezés. Lehet a sejt saját genomja által termelt, belső (endogén) is, ezeket mikroRNS-nek hívják és a folyamat a gének kifejeződésének szabályozását végzi, például az egyedfejlődés során.
Az RNS-interferenciát Andrew Fire és Craig Mello fedezte fel, akiket 2006-ban fiziológiai Nobel-díjjal tüntettek ki.
Az RNS-interferencia révén szelektíven lehet kikapcsolni egyes gének hatását, ezért nagyon fontos kutatási eszközöknek bizonyultak. Történnek kísérletek az orvostudományban és a biotechnológiában történő gyakorlati alkalmazására is.

## Felfedezése

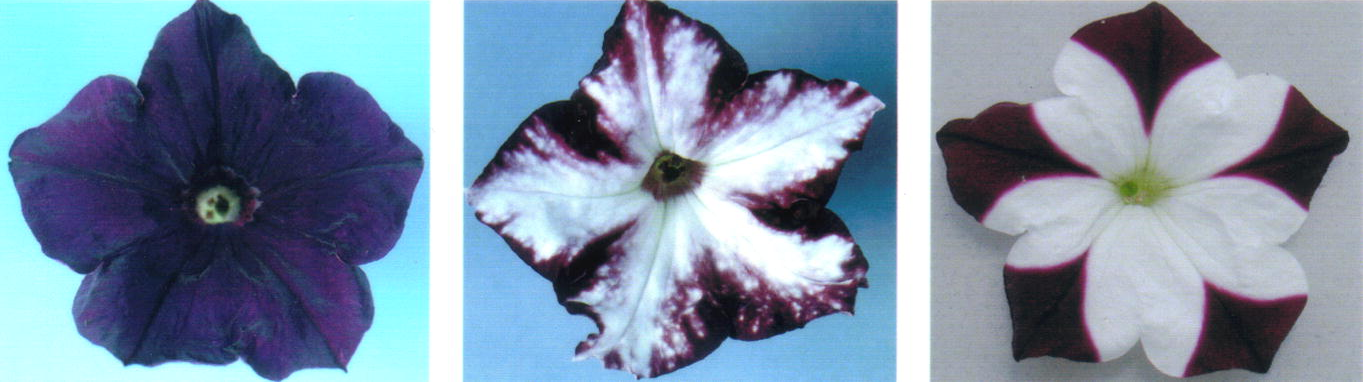
RNS-interferenciával kikapcsolt gének eredménye petúnián. Balra az eredeti növény.

Már az 1980-as években is végeztek olyan kísérleteket, amelyben növényekbe bevitt plazmidokkal termeltettek antiszenz (komplementer) RNS-t, amely egy gén mRNS-éhez kötődve meggátolta annak kifejeződését. Mások arról számoltak be, hogy a szín intenzitásának növelésére bevitt gén a petúniában váratlanul kikapcsolta a színanyagok termelését, és részben vagy teljesen fehér virágokat kaptak. Kiderült, hogy a jelenséget a színanyagot termelő enzim mRNS-ének lebomlása okozta, de ekkor még nem volt ismert, hogy mi indította be a folyamatot.
Más kutatók vírusrezisztens növényeket próbáltak kifejleszteni genetikai módosítással, és megfigyelték, hogy a rövid, fehérjét nem kódoló vírus-RNS-t tartalmazó növények is rezisztensek a fertőzésekkel szemben. Amikor megfordították a helyzetet, és a vírusba ültettek be növényi génekből származó rövid szakaszokat, az ezekkel megfertőzött növényekben az adott gén működése gátlódott. Hasonló jelenségeket figyeltek meg a Caenorhabditis elegans fonálféregben, és ecetmuslicában (Drosophila melanogaster). 1998-ban Craig Mello és Andrew Fire a Nature-ben közölte, hogy kettős szálú RNS-t injekciózva fonálféregbe erős génelnémító hatást tapasztaltak; hasonló effektust sem antiszenz RNS-sel, sem mRNS-sel nem tudtak elérni. Ők nevezték el a jelenséget RNS-interferenciának. Fire és Mello 2006-ban fiziológiai Nobel-díjat kapott a felfedezésért.

## Az RNS-interferencia mechanizmusa

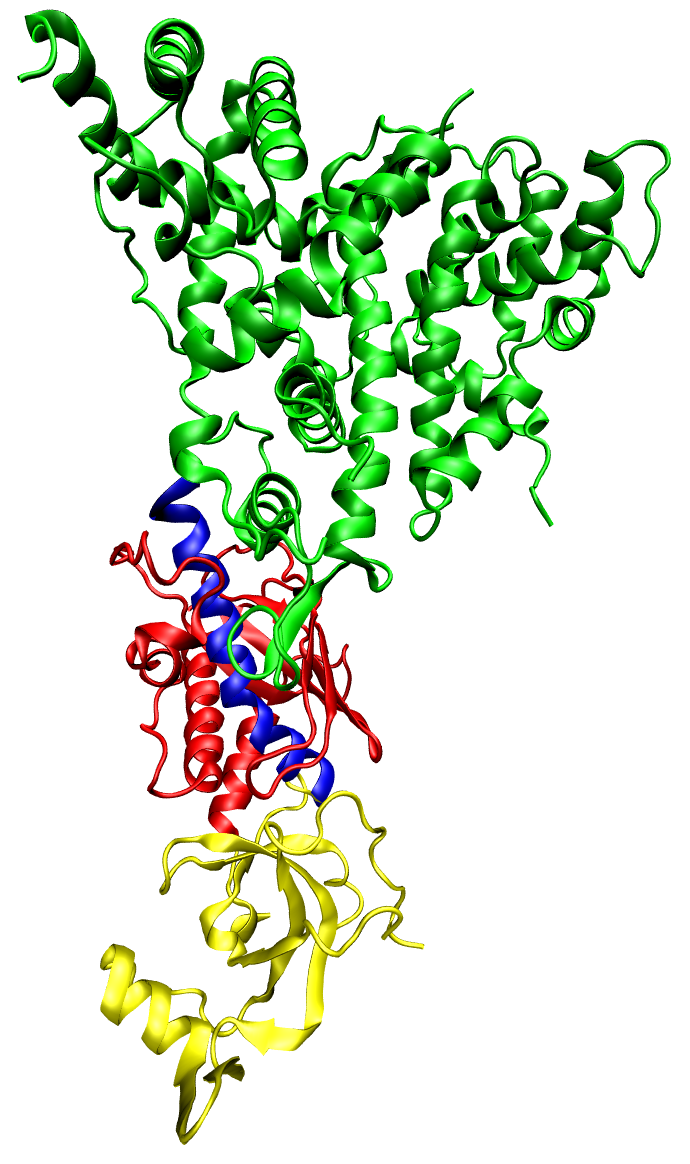
Az egysejtű Giardia intestinalis dicer enzime, amely a kettős szálú RNS vágását végzi. Az RNáz domén zölddel van jelölve.

Az RNS-interferencia olyan, génműködést gátló mechanizmus, amelyet a kettős szálú RNS jelenléte indít be. Az RNS-t a dicer (ejtsd dájszer, jelentése szeletelő, kockára vágó) enzim rövid szakaszokra vágja, amelyek beépülnek az RNS-indukálta némítókomplexbe (angolul RNA-induced silencing complex, RISC). A komplex az RNS nukleotidsorrendje alapján felismeri az azonos mRNS-szekvenciákat, amelyeket a komplex ún. argonauta enzimjei lebontanak. Az indító kettős szálú RNS lehet kívülről jövő (exogén), ami természetes körülmények között szinte mindig vírus genomja; vagy belső (endogén) amelyet a sejt RNS-kódoló génjeinek terméke és másodlagos struktúrájukban hajtűhurkok és kettős szálú szakaszok találhatók.

### A kettős szálú RNS feldarabolása
Az endogén eredetű kettős szálú RNS közvetlenül aktiválja a dicer enzimet amely hozzáköt és 20-25 nukleotid hosszú, kétszálú darabokra vágja, amelyek a 3' végükön két nukleotidnyit túllógnak. Bioinformatikai vizsgálatok szerint ez az a hossz, amely nem túl hosszú, de kellő biztonsággal képes azonosítani az adott gént. Ezek a darabok az ún. kis interferáló RNS (angol eredetű rövidítéssel siRNS). Az siRNS-t szálait szétválasztják, az egyiket lebontják, míg a másik (az mRNS-sel komplementer, úgynevezett "vezetőszál") beépül a RISC némítókomplexbe. A RISC ennek alapján ismeri fel azokat az mRNS-eket, amelyeket szét kell bontania.
A külső eredetű kettős szálú RNS-eseket egy közvetítő fehérje (RDE-4 C. elegans-ban; R2D2 Drosophilában) köti meg és egyben stimulálja a dicert. Ez a fehérje csak a hosszú kettős szálú szakaszokra reagál, bár egyelőre nem ismert, hogyan képes ezeket felismerni. Emellett arra is képes, hogy elősegítse a keletkező siRNS továbbítását a RISC komplexhez.
Fonálféregben (C. elegans) megfigyelték, hogy a dicer által közvetlenül termelt "első generációs" siRNS-eket a sejt enzimjei (feltehetően az RNS-függő RNS-polimeráz) sok példányban lemásolják, így felerősítik az RNS-interferencia kiindulási lépcsőjét. A "második generáció" szerkezetében kissé különbözik az elsőtől.

### MikroRNS

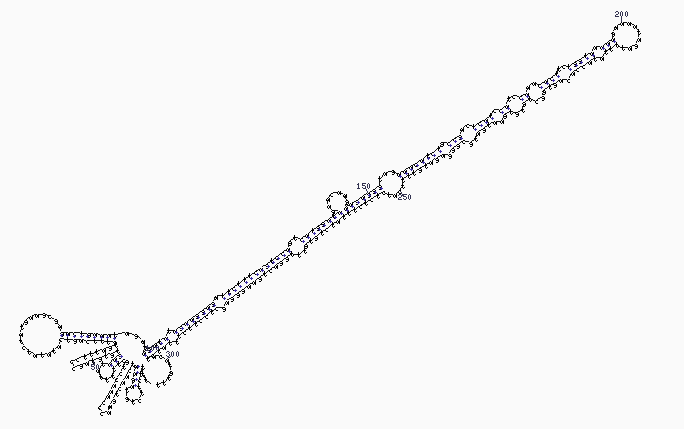
Vadkáposzta pre-mikroRNS-ének hajtűszerű másodlagos szerkezete

A mikroRNS azoknak a sejtben található RNS-daraboknak az összefoglaló neve, amelyek a sejt saját, fehérjét nem kódoló DNS-szakaszairól íródnak át és a génkifejeződés szabályozásában vesznek részt; elsősorban az egyedfejlődés során. Tágabb értelemben véve az ő hatásuk is hozzátartozik az RNS-interferenciához. Az érett mikroRNS szerkezetileg hasonlít a kettős szálú exogén RNS-ből generált siRNS-hez. Viszonylag hosszú DNS-szakasz kódolja őket; miután átíródtak, a sejtmagban bonyolult, kb. 70 bázisból álló hajtűformációkból álló másodlagos szerkezetet vesznek fel. Ezeket az ún. mikroprocesszor komplex (benne a kettős szálú RNS-t felismerő DGCR8 fehérjével és a Drosha ribonukleázzal) a hajtűk alapján darabokra vágja és a darabok (pre-mikroRNS) kikerülnek a citoplazmába. A citoplazmában a dicer a már ismert módon tovább szeleteli őket és beintegrálódnak a RISC komplexbe; vagyis innentől kezdve a mikroRNS és az siRNS sorsa azonos. A génszabályozásnak ezt a mechanizmusát a vírusok is kihasználják. Először azt Epstein–Barr-vírusban találtak mikroRNS-t kódoló szekvenciát, de később sorra fedeztek fel hasonlókat más fajokban is.
Az siRNS és a mikroRNS között az a különbség, hogy az előbbi pontosan illeszkedik célszekvenciájához és közvetítésével a RISC-rendszer többnyire csak egy adott gént termékeit képes semlegesíteni. A mikroRNS-ek viszont (különösen az állatokban) szélesebb spektrumúak, kapcsolódásuk nem pontos és több, hasonló szekvenciájú mRNS-t is megköthetnek. Muslicában és fonálféregben az siRNS-ek és mikroRNS-ek feldolgozását két párhuzamos, egymástól némileg különböző dicer-argonauta rendszer végzi.

### A 3' át nem íródó szakaszok és a mikroRNS-ek
A hírvivő RNS (mRNS) végén (az ún. 3' vég) találhatók a 3' át nem íródó szakaszok (3' untranslated region, 3'-UTR) szabályozó szekvenciákat tartalmazhatnak, amelyek az RNS-interferencia révén fejtik ki hatásukat. Ezeken a régiókon mikroRNS-ek vagy regulációs proteinek számára lehetnek kötőhelyek. A bekötődő mikroRNS lebontásra ítélheti az mRNS-t vagy meggátolhatja a fehérjetranszlációt; utóbbit a gátló fehérjék is megakadályozhatják. A 3'-UTR régióban a mikrRNS-ek kötőhelyei a regulációs szekvenciák körülbelül felét teszik ki.
Az eddig ismert mikroRNS-motívumok adatbázisában 2014-ben 233 faj 28 645 szekvenciája volt megtalálható, ebből 1881 az emberé. A kísérletek eredményeiből arra következtetnek, hogy egy mikroRNS kisebb-nagyobb mértékben akár négyszáz gén kifejeződését is befolyásolhatja. Feltételezések szerint a humán genom génjeiben több mint 45 ezer mikroRNS kötőhely található és a kódolt fehérjék több mint 60%-a áll valamilyen mértékben mikroRNS-es szabályozás alatt. Kísérletekkel igazolták, hogy egyetlen mikroRNS több száz fehérje kifejeződését befolyásolta, bár ez gyakran egyáltalán nem teljes elnémítás, hanem csak a termelés csökkenése (például a felére).
A génkifejeződés módosításával a mikroRNS-ek jelentős szerepet játszhatnak egyes betegségek, például a rák kialakulásában. Emésztőrendszeri daganatok esetében kimutatták, hogy kilenc mikroRNS csökkentheti a DNS-javító enzimek szintjét.

### A RISC működése

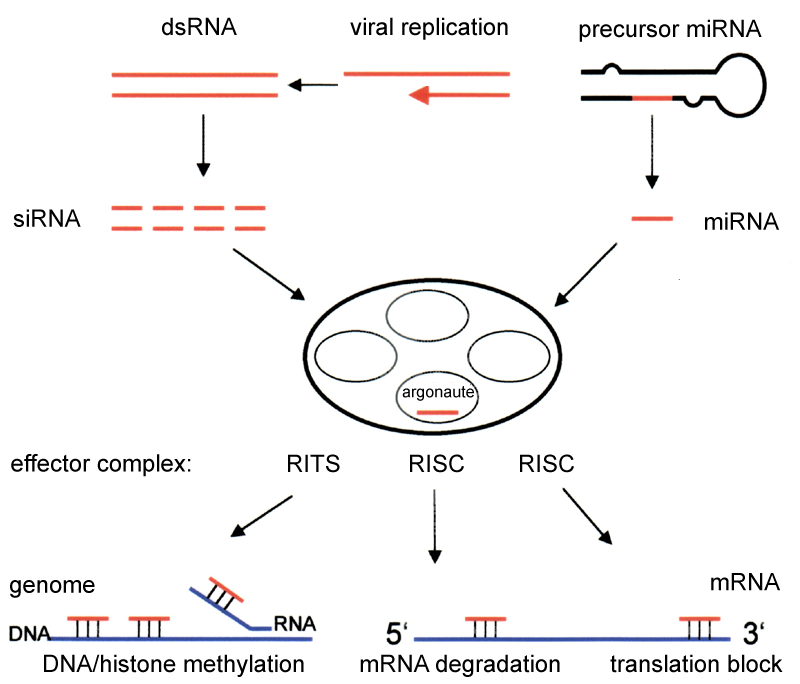
Az RNS-interferencia két útvonala, balra a külső, jobbra a belső eredetű RNS indukciójával

Az RNS-indukálta némítókomplex (RISC) aktív összetevői az argonautáknak nevezett RNS-bontó enzimek. Ezek a fehérjék a komplexben tartott siRNS-sel komplementer, hozzá hidrogénkötésekkel kötött mRNS-t vágják el. Miután a dicer feldarabolta a kettős szálú RNS-t, a RISC szétválasztja a keletkező siRNS szálait (a korábbi feltételezésekkel szemben, ehhez nincs szükség ATP-re) és csak az egyiket, a "vezetőszálat" építi be a komplexbe; a másikat, az "utasszálat" lebontja. Nem tudjuk biztosan, mi szerint választja ki a beépítendő szálat, feltételezések szerint attól függ, melyik szál 5'-végét köti stabilabban az R2D2 protein.
Az sem teljesen világos, hogy a RISC komplex hogyan találja meg a célpont mRNS-eket. Valószínűnek látszik, hogy valahol az mRNS sejtmagból való kiszállítása és a transzláció helyszíne között kell helyet foglalnia, de azt már kimutatták, hogy működéséhez nincs szükség aktív transzlációra. Sőt, az RNS-interferencia hatékonyabbnak tűnik nem transzlálódó mRNS-ek esetében. Az argonauta fehérjék a citoplazma ún. P-testjeiben (más néven citoplazmatikus testek vagy GW-testek) koncentrálódnak, amelyekről tudjuk, hogy az mRNS lebontásának központjai. A P-testek megszüntetése az RNS-interferencia hatékonyságának csökkenésével jár.

### Transzkripció előtti génelnémítás
Az RNS-interferencia komponensei más módon is szabályozhatják a gének működését, hatással vannak a genom szerveződésére. A hisztonfehérjék módosításával megindíthatják a kompaktan becsomagolt, átíró enzimek számára nem elérhető heterokromatin kialakulását. A folyamatot RNS-indukálta transzkripciónémításnak (RNA-induced transcriptional silencing, RITS) nevezik és többek között argonautaproteinek vesznek részt benne. Az argonautagének kiiktatása Schizosaccharomyces pombe élesztőben a hisztonmetiláció és a centromerkialakulás károsodásával és a sejtosztódás lassulásával vagy megállásával jár.
Még nem tisztázott, hogy a RITS milyen mechanizmussal éri el a heterokromatin kialakulását. A meglévő hetrokromatikus régiókban az argonautákat tartalmazó komplex a beépült siRNS révén a génekhez köt és azonnal lebont minden mRNS-t, amelyet az RNS-polimeráz elkezd szintetizálni. Megfigyelték, hogy az így szétvágott mRNS már mint siRNS beépül a RITS-komplexbe, vagyis a folyamatnak negatív visszacsatolása van. Más kutatók arra hívták fel a figyelmet, hogy a heterokromatinban lévő gének felügyelete emlősökben feltehetően más módszerrel működik és nem az RNS-interferenciát veszi igénybe.

### Fajok közti különbség

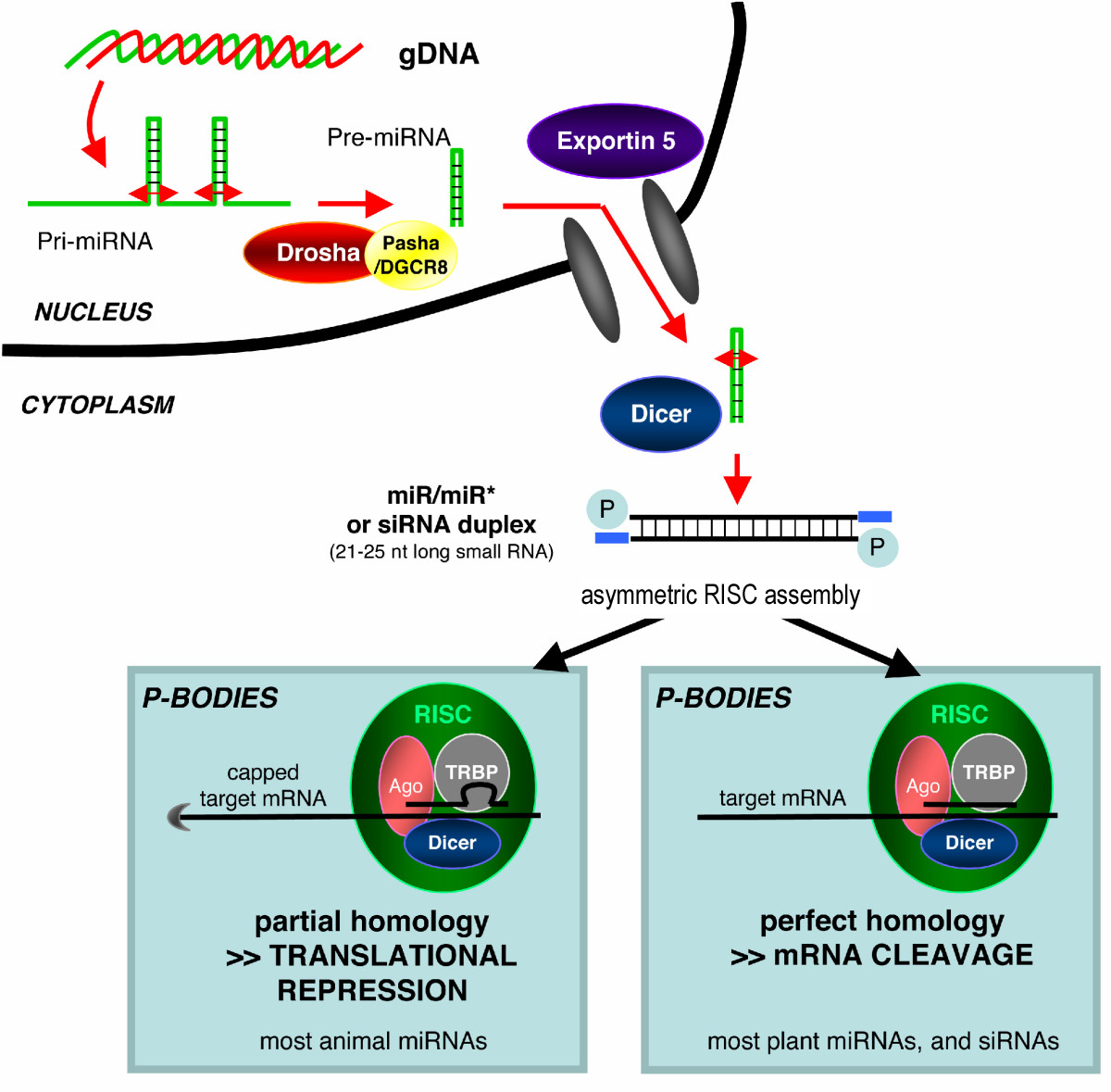
Az állatok és növények interferenciás útvonalainak különbsége

A különböző szervezetekben más lehet az RNS-interferencia aktivitása és felhasználásának módja. Növényekben és fonálférgekben a hatás átterjed más sejtekre és örökíthető is lehet; muslicában vagy emlősállatokban ilyen hatások nem figyelhetőek meg. Feltételezik, hogy a növényi sejtek az őket összekötő plazmodezmákon keresztül cserélgetik siRNS-eiket. Az epigenetikus örökíthetőség abból fakad, hogy az RNS-interferencia által célzott gének promotere metilálódik, ami sejtosztódás után is megmarad. A növények és állatok közötti fő különbség, hogy a növényekben a RISC komplex az endogén eredetű kettős szálú RNS esetében is nagyon pontosan keresi meg a célpontját és csak teljes azonosság esetén bontja le az mRNS-eket. Állatoknál a hasonlóság is elegendő és egy mikroRNS több gén működését is meggátolhatja.
Egyes eukarióta egysejtűekben (mint a Leishmania major vagy Trypanosoma cruzi) az RNS-interferencia egyáltalán nincs jelen. Egyes (vagy akár az összes) komponensei hiányozhatnak a gombákban is; a legfontosabb ilyen példa a Saccharomyces cerevisiae élesztőgombában, amely a molekuláris biológia egyik modellszervezete. Érdekes, hogy rokonaiban, mint a Saccharomyces castellii-ban vagy a Candida albicans-ban megfigyelhető a jelenség, sőt ha az RNS-interferencia egyes fehérjéit átvisszük a S. cerevisiae-be, akkor ott is beindul a megfelelő mechanizmus. Több, egymással csak távoli rokon gombafajban is hiányoznak a megfelelő enzimek, ami arra utal, hogy az evolúció során egymástól függetlenül vesztették el ezt a tulajdonságukat; feltehetően azért, mert más módszerekkel szabályozzák a génkifejezést.
A baktériumokban is létezik RNS-alapú génkifejeződés-szabályozás. Az adott mRNS-sel komplementer RNS-darabok hozzájuk kötődve meggátolják a fehérjeátírást. A hasonlóság ellenére igen sok a különbség is és általában nem tartják a két rendszert analógnak; ennek egyik oka, hogy a baktériumok nem használnak dicer (vagy hasonló) enzimet.

## Az RNS-interferencia funkciói

### Védekezés
Az RNS-interferencia elsősorban a növényekben az immunrendszer része, segít leküzdeni a vírusfertőzéseket (a legtöbb kettős szálú RNS genommal rendelkező vírus a növényeket támadja), de megelőzi a transzpozonok ellenőrizetlen elszaporodását is. A lúdfűben (Arabidopsis thaliana) kimutatták, hogy több, egymástól némileg különböző dicer enzimet termel, amelyek különböző vírusok behatolása esetén másképp reagálnak. Már az interferencia megértése előtt is ismert volt, hogy az indukált génelnémítás jelensége képes elterjedni a növény szöveteiben és oltással átvihető más növényekre is. Ezen a módon a növény hatékonyan képes védekezni a kórokozók fertőzése ellen, még azelőtt, hogy azok az egész szervezetben elterjedtek volna, vagyis egyfajta immunrendszerként szolgál. Válaszul viszont a növényi vírusok olyan mechanizmusokat fejlesztettek ki, amelyek elnyomják az RNS-interferenciát, például olyan fehérjét termelnek, amely megköti a dicer által készített rövid, kétszálú RNS-eket. Egyes növények baktériumfertőzés elleni endogén siRNS-eket képesek előállítani. A kórokozó elleni közvetlen hatáson kívül a mikroRNS-ek kikapcsolhatják, vagy csökkenthetik az aktivitását azoknak az anyagcserefolyamatoknak is, amelyek elősegítik a fertőzés előrehaladását.
Az RNS-interferencia egyes állatokban is a vírusok elleni védekezés része, bár a növényeknél megfigyelhető többféle dicervariáns náluk nem figyelhető meg. A muslicák (mind a lárvák, mind az imágók) például a kettős szálú RNS-genommal rendelkező Drosophila X-vírus ellen vetik be ezt a módszert. Fonálférgeknél is megfigyelték, hogy vírusfertőzés esetén az argonauta fehérjék mennyisége megnő és azokban a példányok, amelyekben megemelték a RISC-gének aktivitását, ellenállóbbak a vírusokkal szemben.
Az RNS-interferencia szerepéről az emlősök immunrendszerében viszonylag kevés adat áll rendelkezésre. Ismertek viszont olyan gének az állati vírusokban, amelyek ezt a mechanizmust szupresszálják, vagyis feltehetően mégis lehet valamilyen hatása. A herpesz szimplex vírus is termel olyan mikroRNS-t, amely heterokromatin alakításával szabályozza a lappangási idejét.

### Génszabályozás
Az intronokban és a gének között kódolt mikroRNS-ek az egyik legfontosabb eszközei az egyedfejlődés szabályozásának, különösen miután megindult az embrió morfogenezise. A mikroRNS-ek génkifejeződést gátló szerepét először 1993-ban ismerték fel a C. elegans esetében. Növényeknél az Arabidopsisban mutatták, ki hogy a JAW mikroRNS gének kikapcsolásával befolyásolja a végső fenotípust. A növények esetében főleg a transzkripciós faktorok génjei állnak ilyen kontroll alatt, így a mikroRNS-ek egész génhálózatokat tudnak szabályozni. Más élőlények (beleértve az embert) esetében a mikroRNS-ek a daganatképződésre lehetnek hatással, mind pozitív, mind negatív értelemben, attól függően, hogy a tumorszupresszorok vagy az onkogének működését gátolják.
Az siRNS-ek és mikroRNS-ek nem csak gátolhatják egy gén kifejeződését, hanem serkenthetik is azáltal, hogy a promoterükhöz kapcsolódnak: ez az RNS-aktiváció jelensége. Ennek mechanizmusa még nem tisztázott. miRNAs have been proposed to upregulate their target genes upon cell cycle arrest, via unknown mechanisms.

## Evolúciója
Filogenetikai analízis alapján úgy vélik, hogy az eukarióták közös őse már tartalmazott valamiféle RNS-interferenciához hasonló rendszert; hiánya egyes fajokban későbbi módosulás lehet. Az ősi rendszer feltehetően már tartalmazott legalább egy dicer-szerű RNázt, egy argonautát, egy piwi-fehérjét (nukleinsavkötő proteinek) és egy RNS-függő RNS-polimerázt; utóbbinak más szerepei is lehettek a sejtműködésben. Ezen enzimek talán a RNS-lebontó exoszómákból származhattak. Összehasonlító szekvenciavizsgálattal azt is kimutatták, hogy az eukarióták, ősbaktériumok és a baktériumok legalábbis egy részének (pl. Aquifex aeolicus) argonautái homológok egymással és eredetileg a transzláció iniciációját végző fehérjékből fejlődtek tovább.
Az RNS-interferencia eredeti funkciója feltehetően a vírusok és transzpozonok elleni védekezés volt. Egyes génregulációs feladatok, mint a hisztonmódosítás már ekkor, az eukarióták ősénél megtalálhatók lehettek, de a mikroRNS-es szabályozást későbbi fejleménynek gondolják.
Mint a immunrendszer legtöbb komponense, az RNS-interferencia komponensei is folyamatos fegyverkezési versenyben állnak a kórokozók génjeivel. Egyes – főleg növényi – vírusok új módszereket fejlesztettek ki, amellyel kikapcsolhatják a gazdasejt válaszreakcióját. A muslica genetikai vizsgálata kimutatta, hogy az RNS-interferencia génjei igen erős szelekció alatt állnak és az egész genom leggyorsabban változó részei közé tartoznak.

## Alkalmazása

### Alapkutatás

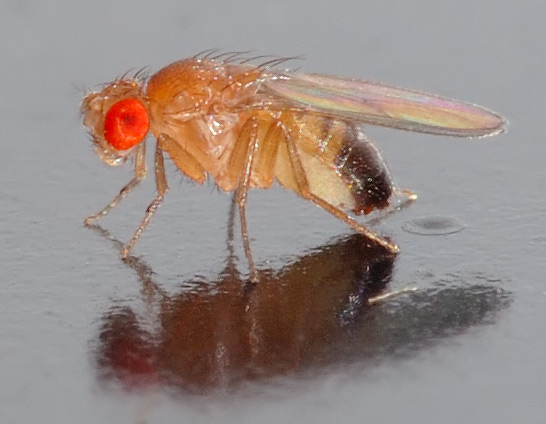
Az RNS-interferencia kutatásában gyakran használt ecetmuslica egy példánya

Felfedezése óta az RNS-interferencia jelenségét gyakran használják a genetikai és sejtbiológiai, élettani kutatásokban arra, hogy adott gének hatását kiiktassák és így következtessenek a funkciójukra. Olyan mesterségesen szintetizált kettős szálú RNS-t visznek be a sejtekbe, amelynek szekvenciája azonos a tanulmányozni kívánt génével. Az RNS aktiválja a dicereket és a RISC komplexet, amelyek aztán a sejtben termelt, hasonló szekvenciájú mRNS-eket lebontják. Mivel a genkifejeződés szupressziója nem mindig teljes, azt a technikát néha "génleütésnek" (knockdown) hívják, szemben a régebben alkalmazott génkiütéssel (knockout), amely véglegesen deaktiválja az adott DNS-szakaszt. A bevitt RNS szekvenciáját gondosan kell kiválasztani, mert könnyen előfordulhat, hogy több gén nukleotidsorrendjéhez is hasonlíthat (különösen igaz ez a repetitív, ismétlődő szakaszokra) és akkor a technikával több gént is kikapcsolnak. A humán, muslica és élesztősejtekkel végzett kísérletekben a lehetséges siRNS-ek kb. 10%-ának volt jelentékeny mellékhatása.
A sejtbe bevitt kettős szálú RNS lehet hosszabb (ekkor a dicerre bízzák a feldarabolását), vagy eleve akkora, hogy siRNS-ként közvetlenül működni tudjon. A legtöbb emlőssejtben rövid szakaszokat használnak, mert a hosszú kettős szálú RNS jelenléte beindítja az idegen nukleinsavakra reagáló interferontermelést. Ez a probléma megkerülhető egér petesejtek vagy korai embrionális sejtek alkalmazásával, bennük az interferonrendszer még nem működik. A bevitelre különböző speciális vektorokat is alkalmazhatnak, például plazmidot vagy lentivirális vektort, amelyekről a sejten belül szintetizálódik meg a tanulmányozni kívánt RNS, sőt termelődése tetszés szerint ki- és bekapcsolható.
A sok gén kifejeződését egyszerre tanulmányozó genomikai kutatások főleg C. elegans-szal és Drosophilával dolgoznak. A fonálféreg különösen népszerű a kutatók körében, mert egyrészt az RNS-interferencia hatásai öröklődőek nála, másrészt nem teljesen értett mechanizmussal, képes egyszerűen megenni a tanulmányozni kívánt géneket, amelyek aztán működésbe lépnek benne. Ehhez baktériumba (főleg Escherichia coli-ba) viszik be a szintetikus géneket, amit a fonálféreg megesz, és a nukleinsavak felszívódnak a bélrendszeren át az állat sejtjeibe. Egyéb, munkaigényesebb génbeviteli módszer lehet, ha az adott DNS-t tartalmazó oldatban áztatják a férget vagy beinjekciózzák az ivarszerveibe.
Az RNS-interferencia a génkifejeződés tanulmányozására különösen jól használható a növények esetében, ahol a poliploidia miatt a hagyományos génkiütési módszerek nem hoznak megbízható eredményt. Ilyen eset a búza is, amelynek termesztett változata hexaploid, de jól alkalmazható az Arabidopsis és a kukorica kutatásában is.

### Orvostudomány

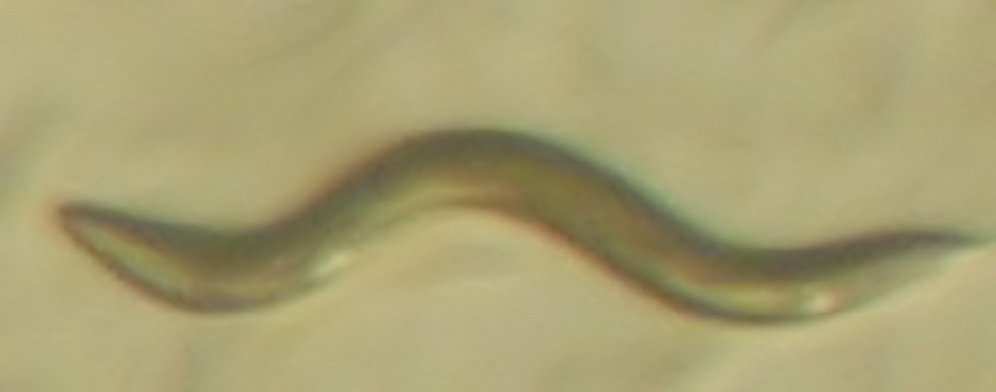
C. elegans, amelynek hormonreceptorait RNS-interferenciával kikapcsolták és zsírsavanyagcseréje abnormálissá vált

Az RNS-interferenciát a gyógyászatban is lehet alkalmazni fertőzések, genetikai betegségek, anyagcserebetegségek stb. ellen. A többi emlőshöz hasonlóan az emberi szervezet is interferontermeléssel válaszol a hosszú kettős RNS-ek bevitelére, ezért csak a rövid siRNS a járható út. Az első próbálkozások között a makuladegeneráció és a légzőszervi szincíciumvírus elleni klinikai tesztek voltak.
Több különböző vírusinfekció leküzdésére történtek laboratóriumi kísérletek. Sikeresen meggátolták a vírusgének kifejeződését a herpesz szimplex vírus 2, a humán papillómavírus, a hepatitisz A-vírus, a hepatitisz B-vírus, az influenzavírus, és a kanyaróvírus esetében; a HIV ellen pedig a gazdaszervezet sejtjein lévő receptorokat és koreceptorokat próbálják kikapcsolni.
Egyes kutatók lehetségesnek tartják a neurodegeneratív betegségek (pl. Huntington-kór) kezelését RNS-interferenciával.
Ígéretes lehetőség a daganatok kifejlődésében szerepet játszó, sejtosztódást szabályozó gének kifejeződésének gátlása. A tényleges klinikai felhasználást egyelőre ez is gátolja, hogy nem áll rendelkezésre megfelelően biztonságos és megbízható RNS-beviteli módszer a felnőtt szervezet számára. Hasonló célra eddig főleg vírusvektorokat használtak, amelyek biztonságosságát azonban megkérdőjelezték. Folynak a kutatások liposzómás vagy polimer alapú liposzómás génbevitelre. A belső szervekbe való bejuttatást az is gátolja, hogy a szervezet mindenütt jelen lévő ribonukleázai gyorsan lebontják a terápiás céllal bevitt RNS-t; emiatt nagy dózist kell beadni, ami viszont májkárosító hatással járhat.
Az siRNS-ek gyógyászati felhasználását korlátozhatja, hogy szekvenciájuktól függően igen sok génre lehetnek hatással és így nagy a mellékhatások esélye. Egy egérkísérletben a májbetegséget próbáltak kezelni 49 különböző siRNS-sel, de ez 23 esetben az állatok pusztulásával végződött; itt a kutatók azt feltételezték, hogy az ijesztően magas elhullási ráta az RNS-interferencia enzimjeinek "túltelítődése" miatt következett be.

### Biotechnológia
A haszonnövények génjeinek szelektív kikapcsolására számos ötlet született, ilyen lehet a nikotinmentes dohány, a koffeinmentes kávé vagy hipoallergén egyéb élelmiszernövények. 2015-ben az Egyesült Államokban engedélyezték az RNS-interferenciás technológiával kifejlesztett, genetikailag módosított, nem barnuló almát, amelyben kikapcsolták a polifenol-oxidázok génjeit. A módszerrel csökkenteni lehet a növények termelte toxinok mennyiségét, például a fehérjében gazdag gyapotmag a gosszipol terpenoid miatt ehetetlen, de genetikai módosítás után akár emberi fogyasztásra is alkalmas lehet. Kísérleteznek a ciánmentes transzgénikus manióka előállításával is.
Egyes rovarok emésztés nélkül szívják fel bélrendszerükből a kisebb RNS-darabokat, így ezekben az siRNS akár rovarirtóként is alkalmazható, miután kikapcsolta létfontosságú génjeiket. Laboratóriumi kísérletek tanúsága szerint transzgénikus növények is képesek termelni olyan RNS-darabokat, amelyek elpusztítják a muslicákat. A lepkék és számos kártevő bogárfaj esetében azonban ez a módszer biztosan nem vezet sikerre.

## Külső hivatkozások
- Overview of the RNAi process The Naked Scientist
- Animation of the RNAi process Nature
- Silencing Genomes Cold Spring Harbor Laboratory.
- RNAi screens in C. elegans in a 96-well liquid format and their application to the systematic identification of genetic interactions (a protocol)
- 2 American ‘Worm People’ Win Nobel for RNA Work The New York Times
- Molecular Therapy web focus: "The development of RNAi as a therapeutic strategy"
- GenomeRNAi

## Fordítás
- Ez a szócikk részben vagy egészben  a   RNA interference című angol Wikipédia-szócikk ezen változatának fordításán alapul.  Az eredeti cikk szerkesztőit annak laptörténete sorolja fel. Ez a jelzés csupán a megfogalmazás eredetét és a szerzői jogokat jelzi, nem szolgál a cikkben szereplő információk forrásmegjelöléseként.